# Асоціація конструкторів Формули-1
Асоціація конструкторів Формули-1 (англ. Formula One Constructors' Association (FOCA)) — організація, що об'єднує конструкторів шасі, які беруть участь у Чемпіонаті Формули-1.
Була заснована у 1974 році під назвою Formula 1 Constructors Association (F1CA). Основна мета створення організації полягала у відстоюванні інтересів приватних конструкторів перед організаторами перегонів та заводськими командами, такими як Ferrari, Matra та Alfa Romeo. Ключовими особами, які стояли біля витоків створення організації були Берні Екклстоун, Макс Мослі (на той час співзасновник March Engineering), Френк Вільямс, Колін Чепмен, Тедді Меєр, Кен Тірелл. У 1978 році Екклстоун став виконавчим директором асоціації, а Макс Мослі став його радником з юридичних питань.
На початку 1980-х Асоціація конструкторів Формули-1 вступила у конфлікт з FISA за контроль над комерційними правами на Формулу-1. Завдяки цьому конфлікту на подальшим подіям, Берні Екклстоун у 1987 році заснував FOA (Formula One Administration), яка управляла комерційними правами на чемпіонат.
У 1982 році після дискваліфікації Нельсона Піке та Кеке Росберга на Гран-прі Бразилії, FOCA ухвалила рішення бойкотувати Гран-прі Сан-Марино. Проте чотири члени організації: Tyrrell, Osella, ATS та Toleman узяли участь у гонці.